# Караагэ

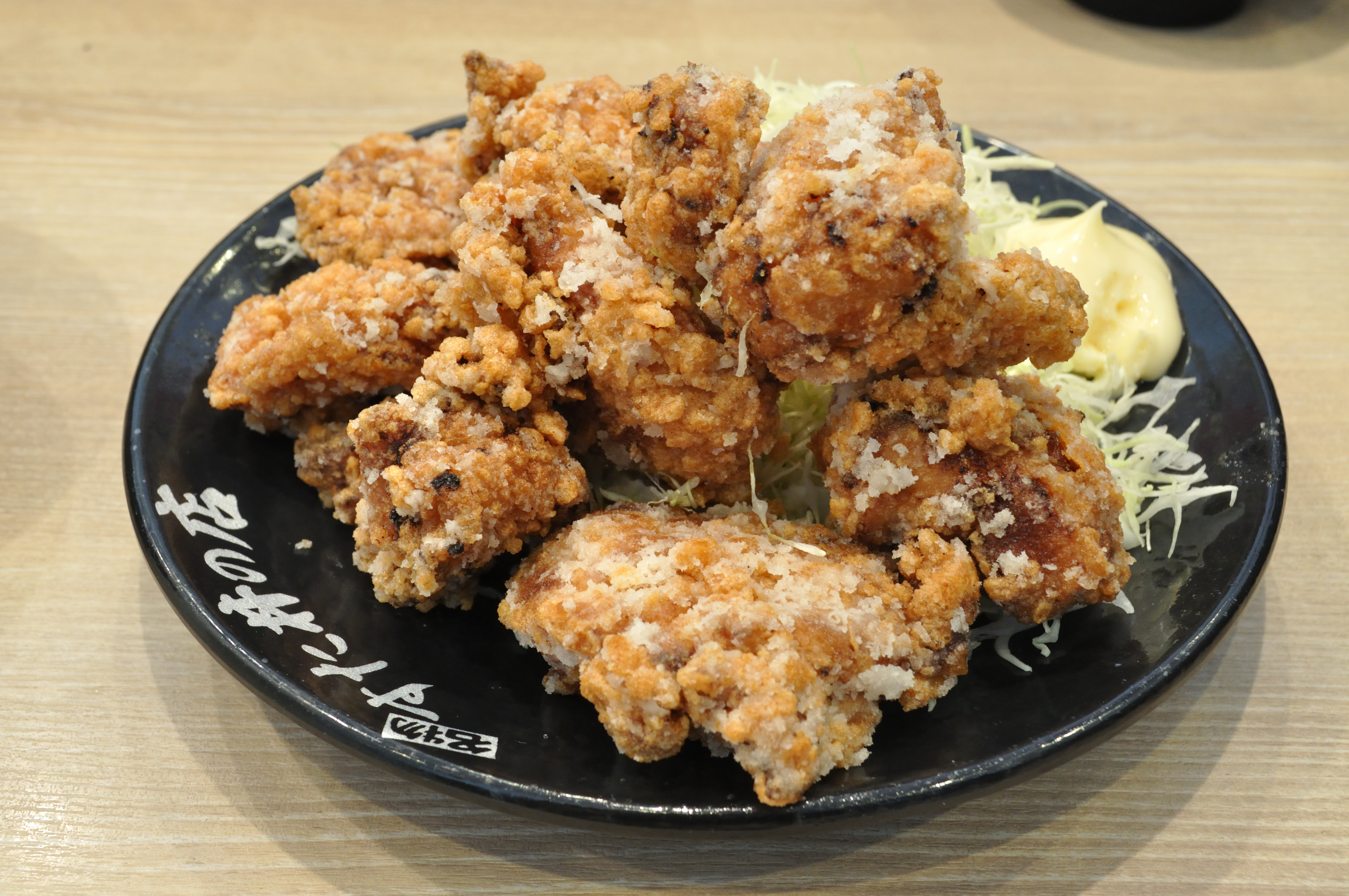

Караагэ (яп. 唐揚げ, 空揚げ) — метод приготовления продуктов, а также название блюда из них в японской кухне. Как правило, курятину или другое мясо маринуют, затем покрывают небольшим слоем муки и прожаривают в жире (во фритюре). Блюдо похоже на другое японское кушанье — тэмпура, однако в последнем случае мясо не маринуется и зажаривается в кляре.

## Этимология и происхождение
После окончания Первой мировой войны в 1920-е годы правительство Японии поставило задачу справиться с нехваткой продовольствия в стране и стимулировало создание пищевых предприятий в стране. В префектуре Ойта, которая была звеном морской связи с Европой ещё с XV века, в эти годы стали основываться в большом количестве птицефермы по европейскому образцу. В ресторанах региона начали всё чаще появляться блюда из курятины, в частности куриное мясо начали глубоко прожаривать во фритюре по методу караагэ. В течение последующих 40 лет это блюдо распространилось по всей территории Японии. Поэтому в современности c названием «караагэ» прежде всего ассоциируется обжаренная в масле курица.
Караагэ в современной Японии — очень популярное блюдо, его можно без труда заказать в любом городе по всей Японии в ресторанах и уличных продуктовых ларьках. Готовые караагэ продают даже в магазинах шаговой доступности, в таких сетях как 7-Eleven, Lawson, FamilyMart.

## Приготовление
Для карааге обычно нарезают небольшие кусочки курицы, но может использоваться и другое мясо или морепродукты. Классический способ подразумевает маринование мяса перед жаркой в смеси соевого соуса, мирина и специй, хотя в наши дни используется также уксус, лимонный сок и другие компоненты. Мариновать могут как недолго, в течение получаса, так и до нескольких суток. После маринования кусочки мяса обваливают в муке, картофельном крахмале или рисовой муке, либо же в различном сочетании этих порошков. Затем кусочки обжаривают во фритюрном масле одну-три минуты, как правило дважды. Подают карааге с различными соусами, а также зачастую с нашинкованной капустой и долькой лимона.